# Karl Philipp von Unruh
Karl Philipp von Unruh (* 6. März 1731 in Crossen an der Oder; † 30. September 1805 in Bayreuth) war ein preußischer Generalleutnant und Chef des Infanterieregiments „von Graevenitz“.

## Leben

### Herkunft
Seine Eltern waren der preußische Leutnant Ludwig Philipp von Unruh (* um 1706–1731), Erbherr auf Cunitz sowie Starost von Gnesen, und dessen Ehefrau Christiane Eleonora, geborene von Bruyn (1703–1770).

### Militärischer Werdegang
Er begann seine Karriere als Page des Generals Hans Otto von Treskow, Chef des Infanterieregiments „von Treskow“. Am 18. Dezember 1750 wurde er Gefreitenkorporal im Garnisonsregiment „von Jeetze“ und avancierte bis Mitte Juli 1756 zum Sekondeleutnant. Während des Siebenjährigen Krieges nahm er an der Schlachten von Prag, Leuthen, Hochkirch und Torgau (verwundet)
sowie an den Gefechten von Holtitz, Neustadt, Jauernigl und Boitzenburg teil.
Am 12. Februar 1758 wurde er in das Infanterieregiment „von Manteuffel“ versetzt und Mitte Juni 1761 zum Premierleutnant befördert. Er war nach dem Krieg wiederholt auf Werbung. Am 3. November 1768 wurde er Stabskapitän sowie am 6. September 1773 Kapitän und Kompaniechef. Unruh nahm am Bayerischen Erbfolgekrieg teil, stieg bis Ende Mai 1789 zum Oberstleutnant auf und wurde am 9. Oktober 1790 Kommandeur des Infanterieregiments „von Tiedemann“. Mit diesem Verband marschierte er im Jahr 1790 nach Schlesien. Am 23. Mai 1791 wurde er zum Oberst befördert und am 4. Juni 1792 anlässlich der Revue in Stargard mit dem Orden Pour le Mérite ausgezeichnet.
Am 6. Juli 1795 ernannte ihn der König zum Chef des Infanterieregiments „von Graevenitz“ und zum Sous-Inspekteur des fränkischen Truppen. Am 2. Januar 1796 bekam er mit Patent vom 2. Januar 1796 die Beförderung zum Generalmajor und drei Jahre später erhielt Unruh den Großen Roten Adlerorden. Am 7. Juni 1803 wurde er noch zum Generalleutnant ernannt. Er starb am 30. September 1805 in Bayreuth.

### Ehen und Nachkommen
Unruh heiratete am 26. Oktober 1773 in Köslin Henriette Dorothea Elisabeth von Kameke (1745–1781), Tochter des Landrats Otto Felix Friedrich von Kameke. Das Paar hatte folgende Kinder:
- Karoline Albertine Maria (1774–1862)

⚭ 1795 Jakob von Kameke († 15. Oktober 1800/1805), Herr auch Barchmin, Hauptmann im IR.8
⚭ Kasimir von Ingersleben (1778–1848), preußischer Generalmajor, Erbherr auf Lübgust
- Friedrike Clara Henriette (* 1777)  ⚭ N.N. von Nostiz, Hauptmann im IR.45
- Dorothea Christiane Modeste (1781–1854) ⚭ 26. Juli 1803 Wilhelm Ernst zu Lippe-Biesterfeld

Seine zweite Frau wurde am 31. Juli 1782 Eleonore Hedwig von Manstein (1749–1796). Sie war vermutlich eine Tochter von Christoph Hermann von Manstein. Das Paar hatte folgende Kinder:
- Sophie Johanna Karoline Juliane (1783–1863) ⚭ Peter Karl Graf von Hohenthal (1784–1856), Erbherr von Döbernitz und Glauschnitz
- Karl (1786–1852), preußischer Generalleutnant, Militärgouverneur des Prinzen Friedrich Wilhelm ⚭ 1823 Mathilde Agnes Beerbohm (1794–1868)